# Atletica leggera ai Giochi della XXX Olimpiade - Salto in lungo maschile

Video ufficiale della Finale

Ai Giochi della XXX Olimpiade, la competizione del salto in lungo maschile si è svolta dal 3 al 4 agosto presso lo Stadio Olimpico di Londra.

## Presenze ed assenze dei campioni in carica
Per i campionati europei si considera l'edizione del 2010.
| Competizione         | Atleta           | Prestazione | Londra 2012  |
| -------------------- | ---------------- | ----------- | ------------ |
| Olimpiadi 2012       | Irving Saladino  | 8,34 m      | Presente     |
| Commonwealth 2010    | Fabrice Lapierre | 8,30 m      | Assente      |
| Europei 2010         | Christian Reif   | 8,47 m      | Presente     |
| Asiatici 2010        | Kim Deok-Hyeon   | 8,11 m      | Assente      |
| Panamericani 2011    | Victor Castillo  | 8,05 m      | Assente      |
| Africani 2011        | Luvo Manyonga    | 8,02 m      | Squalificato |
| Mondiali 2011        | Dwight Phillips  | 8,45 m      | Infortunato  |
|                      |                  |             |              |
| Mondiali junior 2008 | Marquise Goodwin | 7,74 m      | Presente     |

## La gara
Solo due atleti raggiungono la misura di qualificazione (8,10): Mauro Vinícius da Silva (Bra) e Marquise Goodwin (USA): entrambi saltano 8,11. Il campione in carica Irving Saladino sbaglia la pedana tre volte e deve salutare la compagnia.
In finale i britannici sono protagonisti, mentre gli statunitensi appaiono sotto tono. Al primo salto è in testa Christopher Tomlinson con 8,06 poi prende il comando della gara Greg Rutherford con un balzo a 8,21. Tale misura è sufficiente a mantenerlo in testa dopo il terzo salto. Gli sono dietro lo statunitense Will Claye e lo svedese Michel Tornéus, entrambi con 8,07. 

Al quarto turno tutti si migliorano: Rutherford si porta a 8,31, Claye a 8,12 e Tornéus a 8,11. Al quinto salto l'australiano Mitchell Watt si issa al secondo posto con 8,13 e si migliora ulteriormente all'ultimo salto (8,16).
Mauro Vinicius da Silva si classifica settimo con 8,01, mentre Marquise Goodwin è decimo con 7,80.

## Risultati

### Finale
| Primatista mondiale   | 8,95       | Mike Powell     | Rit. 1997 |
| Primatista stagionale | 8,35 (3/5) | Greg Rutherford | Presente  |

1. ↑  Record stabilito nel 1991.
2. ↑  Alla data del 20 luglio 2012.

Sabato 4 agosto, ore 19:55.
| Pos | Atleta                  | Età | Paese         | 1° salto | 2° salto | 3° salto | 4° salto | 5° salto | 6° salto | Miglior Misura | Note |
| --- | ----------------------- | --- | ------------- | -------- | -------- | -------- | -------- | -------- | -------- | -------------- | ---- |
| 1   | Greg Rutherford         | 26  | Gran Bretagna | 6,28 m   | 8,21 m   | 8,14 m   | 8,31 m   | X        | 6,33 m   | 8,31 m         |      |
| 2   | Mitchell Watt           | 24  | Australia     | X        | 7,97 m   | X        | X        | 8,13 m   | 8,16 m   | 8,16 m         |      |
| 3   | Will Claye              | 21  | Stati Uniti   | 7,98 m   | 8,07 m   | 7,93 m   | 8,12 m   | 7,96 m   | X        | 8,12 m         |      |
| 4   | Michel Tornéus          | 26  | Svezia        | 7,63 m   | 7,80 m   | 8,07 m   | 8,11 m   | 8,07 m   | 7,98 m   | 8,11 m         |      |
| 5   | Sebastian Bayer         | 26  | Germania      | 7,87 m   | X        | 7,96 m   | 8,10 m   | 7,96 m   | 7,98 m   | 8,10 m         |      |
| 6   | Christopher Tomlinson   | 31  | Gran Bretagna | 8,06 m   | 7,87 m   | 7,83 m   | 8,07 m   | 7,74 m   | 7,76 m   | 8,07 m         |      |
| 7   | Mauro Vinícius da Silva | 26  | Brasile       | X        | X        | 7,96 m   | 8,01 m   | X        | X        | 8,01 m         |      |
| 8   | Godfrey Khotso Mokoena  | 27  | Sudafrica     | 7,93 m   | X        | 7,62 m   | X        | X        | X        | 7,93 m         |      |
| 9   | Henry Frayne            | 22  | Australia     | 7,85 m   | X        | 7,63 m   | -        | -        | -        | 7,85 m         |      |
| 10  | Marquise Goodwin        | 22  | Stati Uniti   | X        | 7,80 m   | 7,76 m   | -        | -        | -        | 7,80 m         |      |
| 10  | Aleksandr Men'kov       | 22  | Russia        | X        | X        | 7,78 m   | -        | -        | -        | 7,78 m         |      |
| 12  | Tyrone Smith            | 28  | Bermuda       | 7,70 m   | X        | X        | -        | -        | -        | 7,70 m         |      |